# Ларс фон Трир
Ларс фон Трир (рођен као Ларс Трир, 30. април 1956. у Копенхагену, Данска) је дански филмски режисер који је један од оснивача колектива Догме 95. Његов рад је познат по жанровским и техничким иновацијама; конфронтацијском испитивању егзистенцијалних, друштвених, и политичких питања; и његовом приступу темама као што су милост, жртвовање и ментално здравље.
Међу више од 100 награда и 200 номинација на филмским фестивалима широм света, фон Трир је добио: Златну палму (за Плес у тами), Велику награду жирија (за Преко таласа), Награду жирија (за Европу) и Велику техничку награду (за Елемент криминала и Европу) на Канском филмском фестивалу.
Фон Трир је оснивач и акционар међународне компаније за филмску продукцију Зентропа филмови, која је продала више од 350 милиона карата и прикупила седам номинација за Оскара током последњих 25 година.

## Биографија

### Младост
Фон Трир је рођен у Конгенс Лингбију, Данска, северно од Копенхагена, у породици Ингер Хост и Фрица Михаела Хартмана (шеф данског Министарства за социјална питања и борац отпора из Другог светског рата). Презиме је добио од Хостовог мужа, Улфа Трира, за кога је веровао да му је биолошки отац до 1989. године.
Студирао је теорију филма на Универзитету у Копенхагену и филмску режију на Националној филмској школи Данске. Са 25 година освојио је две награде за најбољи школски филм на Међународном фестивалу филмских школа у Минхену за Ноктурно и Последњи детаљ. Исте године је свом имену додао немачку племићку титулу „фон“, вероватно као сатирични омаж подједнако самоизмишљеним титулама редитеља Ериха фон Штрохајма и Јозефа фон Штернберга, и свој дипломски филм Слике ослобођења објавио као позоришну игру.

### Каријера

#### 1984–1994: Почеци каријере и трилогијаЕвропа
Године 1984, Елемент злочина, фон Триров пробој филм, добио је дванаест награда на седам међународних фестивала укључујући Велику техничку награду у Кану и номинацију за Златну палму. Спор, нелинеаран темпо филма, иновативан и вишеслојни дизајн заплета и мрачни визуелни ефекти попут снова комбинују се да би створили алегорију за трауматичне европске историјске догађаје.
Његов следећи филм, Епидемик (1987), такође је приказан у Кану. Филм садржи две линије приче које се на крају сударају: хронику два филмска ствараоца (које играју фон Трир и сценариста Нилс Ворс) у јеку развоја новог пројекта, и мрачну научнофантастичну причу о футуристичкој куги - самом филму вон Трир и Ворсел су приказани како прави.
Фон Трир је повремено говорио о својим филмовима да спадају у тематске и стилске трилогије. Овај образац је почео са Елементом злочина (1984), првим у трилогији Европа, који је осветлио трауматичне периоде у Европи и у прошлости и у будућности. Укључује Елемент злочина (1984), Епидемик (1987) и Европу (1991).
Режирао је Медеју (1988) за телевизију, која му је донела награду Жан д'Арси у Француској. Заснован је на сценарију Карла Драјера и глуме Удо Кира. Трир је завршио трилогију Европа 1991. са Европом (издата као Зентропа у САД), која је освојила награду жирија на Филмском фестивалу у Кану 1991. и покупила награде на другим великим фестивалима. Године 1990. режирао је и музички спот за песму "Bakerman" групе Laid Back. Овај видео је 2006. године поново користио енглески ди-џеј и уметник Шон Бејкер у свом римејку песме.
Тражећи финансијску независност и креативну контролу над својим пројектима, 1992. фон Трир и продуцент Петер Албек Јенсен основали су филмску продукцијску кућу Зентропа. Назван по измишљеној железничкој компанији у Европи, њиховом најновијем филму у то време, Зентропа је производила многе филмове осим Трировог, као и неколико телевизијских серија. Да би зарадио новац за своју новоосновану компанију, фон Трир је снимио Краљевство и Краљевство II, пар мини серија снимљених у данској националној болници, под називом „Ригет“ колоквијални назив за болницу познату као Ригхоспиталет (дословно: Краљевска болница) на данском. Предвиђена трећа сезона серије је поремећена смрћу 1998. године Ернст-Хуго Јарегарда, који је играо др Хелмера, и Кирстен Ролфес, која је глумила госпођу Друс, 2000. године, два главна лика.

#### 1995–2000: манифест Догме 95 и трилогијаЗлатно срце
Године 1995. фон Трир и Томас Винтерберг представили су свој манифест за нови кинематографски покрет, који су назвали Догма 95. Концепт Догме 95, који је довео до међународног интересовања за дански филм, инспирисао је филмске ствараоце широм света. 2008. године, заједно са својим колегама режисерима Кристијаном Леврингом и Сореном Краг-Јакобсеном, фон Трир и Томас Винтерберг добили су европску филмску награду за европско достигнуће у светској кинематографији.
Године 1996. фон Трир је извео необичан позоришни експеримент у Копенхагену са 53 глумца, који је назвао Психомобил 1: Светски сат. Документарац који приказује хронику пројекта режирао је Јеспер Јаргил, а објављен је 2000. под насловом Изложено (De Udstillede).
Фон Трир је постигао свој највећи међународни успех са својом трилогијом Златно срце. Сваки филм у трилогији говори о наивним хероинама које чувају своја „златна срца” упркос трагедијама које доживљавају. Ова трилогија се састоји од: Преко таласа (1996), Идиоти (1998) и Плес у тами (2000). Док се сва три филма понекад повезују са покретом Догме 95, само су Идиоти сертификовани филм Догме 95.

#### 2003–2008:Земља приликаи други радови
Пет препрека (2003), које су снимили фон Трир и Јорген Лет, је документарац који укључује дугачке делове експерименталних филмова. Претпоставка је да фон Трир изазива редитеља Јоргена Лета, његовог пријатеља и ментора, да пет пута преправи свој стари експериментални филм Савршени човек (1967), сваки пут са другом „препреком“ (или препреком) коју је одредио фон Трир.
Предложена трилогија, фон Трирова Земља могућности, састоји се од Догвила (2003), Мандерлеја (2005) и Вашингтона, која тек треба да буде направљен. Догвил и Мандерлеј су снимљени са истим карактеристичним, изузетно стилизованим приступом, постављајући глумце на голу звучну сцену без декорације и зидове зграда обележених линијама кредом на поду, стил инспирисан телевизијским позориштем из 1970-их. Догвил (2003) предводи Никол Кидман и Мандерлеј (2005) Брајс Далас Хауард у истој главној улози као Грејс Маргарет Малиган. Оба филма имају глумачке екипе великих међународних глумаца, укључујући Харијет Андерсон, Лорен Бекол, Џејмса Кана, Денија Гловера и Вилема Дефоа, и доводе у питање различита питања која се односе на америчко друштво, као што су нетолеранција (у Догвилу) и ропство (у Мандерлеју).
Године 2006, фон Трир је објавио комедију на данском језику, Шеф свега. Снимљен је коришћењем експерименталног процеса који је назвао Automavision, а који подразумева да режисер одабере најбољу могућу фиксну позицију камере, а затим дозволи рачунару да насумично одабере када ће се нагињати, померати или зумирати. Након Шеф свега, фон Трир је 2007. године написао аутобиографски филм, Ране године: Ерик Ниче први део, који је касније режирао Јакоб Тусен. Филм говори о фон Трировим годинама као студенту Националне филмске школе Данске. У њему глуми Јонатан Спанг као фон Триров алтер его, назван "Ерик Ниче", а прича га сам фон Трир. Сви главни ликови у филму базирани су на стварним људима из данске филмске индустрије, са танко прикривеним портретима укључујући Јенса Албинуса као редитеља, Нилса Малмроса, Дејана Чукића као сценаристе, Могенса Рукова и Сорена Пилмарка.

#### 2009–2014: Трилогија Депресија
Трилогију Депресија чине Антихрист, Меланхолија и Нимфоманка. Ова три филма глуме Шарлот Гензбур и баве се ликовима који пате од депресије или туге на различите начине. За ову трилогију се каже да представља депресију коју сам Трир доживљава.
Фон Триров следећи дугометражни филм био је Антихрист, филм о „ожалошћеном пару који се повлачи у своју колибу у шуми, надајући се да ће им повратак у рај поправити сломљена срца и проблематични брак; али природа иде својим током и ствари иду од лошег ка горе". У филму главне улоге тумаче Вилем Дафо и Шарлот Гензбур. Премијерно је приказан у конкуренцији на Филмском фестивалу у Кану 2009. године, где је жири фестивала одао почаст филму доделивши награду за најбољу глумицу Гензбур.
Године 2011. фон Трир је објавио Меланхолију, психолошку драму. Филм је био у конкуренцији на Филмском фестивалу у Кану 2011. године. Познато као провокативно у интервјуима, фон Трирове примедбе током конференције за штампу пре премијере Меланхолије у Кану изазвале су значајне контроверзе у медијима, што је довело до тога да га фестивал прогласи персоном нон грата и забрани му учешће на фестивалу (не искључујући, међутим, Меланхолију из такмичења те године). Неколико минута пре краја интервјуа, Трира је новинар упитао о његовим немачким коренима и нацистичкој естетици у одговору на режисеров опис жанра филма као „немачке романсе“. Режисер, који је одрастао са својим оцем Јеврејем и тек касније у животу сазнао да му је биолошки отац био нејеврејски Немац, изгледао је увређен конотацијом и одговорио је говорећи о свом немачком идентитету. Он се нашалио да, пошто више није Јевреј, сада „разуме“ и „симпатише“ Хитлера, да није против Јевреја осим против Израела који је „мука у дупету“ и да је нациста. Ове изјаве изазвале су пометњу у медијима који су инцидент, углавном, представљали као антисемитски скандал.
Режисер је издао званично извињење одмах након контроверзне конференције за штампу и наставио да се извињава за своју шалу током свих интервјуа које је дао у недељама након инцидента, признајући да није био трезан, и рекавши да не треба да објашњава да није нациста. Глумци Меланхолије који су били присутни током инцидента – Данст, Гензбур, Скарсгард – стали су у одбрану редитеља, указујући на његов провокативни смисао за хумор и депресију. Директор Канског фестивала је касније полемику назвао „неправедном“ и „глупом“ колико и фон Трирову лошу шалу, закључивши да су његови филмови добродошли на фестивал и да се фон Трир сматра „пријатељем“. 2019. фон Трир је изјавио да је ову примедбу изнео на „јединој конференцији за штампу коју сам икада имао када сам био трезан.“
Након Меланхолије, фон Трир је започео продукцију Нимфоманка, филма о сексуалном буђењу жене коју игра Шарлот Гензбур. Почетком децембра 2013, четворосатна верзија филма од пет и по сати приказана је новинарима у приватној сесији за претпреглед. Глумци су такође били Стелан Скарсгард (у његовом шестом филму за фон Трира), Шаја Лабаф, Вилем Дефо, Џејми Бел, Кристијан Слејтер и Ума Терман. У одговору на тврдње да је он само направио „порно филм“, Скарсгард је изјавио: „... ако погледате овај филм, то је заправо јако лош порно филм, чак и ако премотавате унапред. И након неког времена откријете да не реагујете више на експлицитне сцене. Постају природне као да видите некога како једе чинију житарица." Фон Трир је одбио да присуствује приватној пројекцији због негативног одговора на нацистичке опаске које је дао на Филмском фестивалу у Кану 2011, што је довело до његовог искључења са њега. У редитељеву одбрану, Скарсгард је на пројекцији изјавио: „Сви знају да он није нациста, и било је срамотно начин на који је штампа у овим насловима говорила о њему.“
За јавно објављивање у Уједињеном Краљевству, верзија од четири сата Нимфоманке била је подељена у два „тома“. Британска премијера филма била је 22. фебруара 2014. У интервјуима пре изласка, Гензбур и колегиница Стејси Мартин откриле су да су коришћене протетске вагине, дублери, а за продукцију филма и специјални ефекти. Мартин је такође навела да су ликови филма одраз самог редитеља и назвала то искуство као „част“ у којој је уживала. Филм је такође објављен у два "тома" за аустралијско издање 20. марта 2014, са интервалом који раздваја узастопне делове. У својој рецензији филма за програм филмске критике 3RRR-а, Платонова пећина, водитељ Џош Нелсон је навео да је, од продукције Преко таласа, редитељ фон Трир најсличнији Алфреду Хичкоку, због његовог портретисања женских тема. Нелсон је такође поменуо филмског редитеља Андреја Тарковског као још један утицај који је и сам Трир такође навео. У фебруару 2014. нецензурисана верзија Првог тома приказана је на Берлинском филмском фестивалу, без најаве када или да ли ће комплетна Нимфоманка бити доступна јавности. Комплетна верзија је премијерно приказана на Венецијанском филмском фестивалу 2014. и убрзо након тога пуштена је у ограничену биоскопску серију широм света те јесени.

#### 2015 – данас: Кућа коју је саградио Џек и повратак у Кан
У 2015, фон Трир је почео да ради на новом играном филму, Кућа коју је саградио Џек (2018), који је првобитно био планиран као телевизијска серија од осам делова. Прича је о серијском убици, посматрано из његове тачке гледишта. Снимање је почело у марту 2017. у Шведској, а снимање се преселило у Копенхаген у мају.
У фебруару 2017, фон Трир је својим речима објаснио да филм „слави идеју да је живот зао и бездушан, што је нажалост доказано недавним успоном Хомо трампуса – краља пацова“. Филм је премијерно приказан на Филмском фестивалу у Кану у мају 2018. године. Упркос више од 100 одустајања од стране публике када је првобитно приказан на Филмском фестивалу у Кану, филм је и даље добио 10-минутне овације.
У децембру 2020. објављено је да ће фон Трир бити продуцент последње сезоне за своју хваљену серију Краљевство, под називом Егзодус краљевства. Очекује се да ће бити снимљен 2021. године и састојаће се од пет епизода које ће бити објављене 2022. године.

### Лични живот

#### Породица
Године 1989, фон Трирова мајка му је рекла на самрти да човек за кога је фон Трир мислио да му је биолошки отац није био, и да је био резултат везе коју је имала са својим бившим послодавцем, Фрицом Мајклом Хартманом (1909–2000), који је потицао из дуге лозе данских класичних музичара. Хартманов деда је био Емил Хартман, његов прадеда Ј. П. Е. Хартман, његови ујаци су били Нилс Гаде и Јохан Ернст Хартман, а Нилс Виго Бентзон је био његов рођак. Она је изјавила да је то урадила да би свом сину подарила „уметничке гене“.
| „ | До тог тренутка сам мислио да имам јеврејско порекло. Али ја сам заиста више нациста. Верујем да се немачка породица мог биолошког оца вратила још две генерације уназад. Пре него што је умрла, мајка ми је рекла да будем срећан што сам син овог другог човека. Рекла је да мој хранитељ нема циљеве ни снагу. Али он је био човек пун љубави. И био сам веома тужан због овог открића. И онда се осећате изманипулисаним када заиста испаднете креативни. Да сам знао да моја мајка има овај план, постао бих нешто друго. Овде бих јој показао. Кучка!“ | ” |

Током немачке окупације Данске, фон Триров биолошки отац Фриц Михаел Хартман је радио као државни службеник и придружио се групи отпора, Фрит Данмарк, активно се супротстављајући свим пронемачким и пронацистичким колегама у свом одељењу. Други члан ове инфилтративне групе отпора био је Хартманов колега Виго Кампман, који ће касније постати премијер Данске. Након што је фон Трир имао четири непријатна састанка са својим биолошким оцем, Хартман је одбио даљи контакт.

#### Породично порекло и политички и верски погледи
Фон Трирова мајка себе је сматрала комунистом, док је његов отац био социјалдемократа. Обоје су били посвећени нудисти, а фон Трир је одлазио на неколико празника из детињства у нудистичке кампове. Његови родитељи су сматрали да је дисциплиновање деце реакционарно. Напоменуо је да је одрастао у атеистичкој породици и да иако је Улф Трир био Јеврејин, није био религиозан. Његови родитељи нису дозвољавали много простора у свом домаћинству за „осећања, религију или уживање“, а такође су одбијали да уведу било каква правила за своју децу, са сложеним утицајем на фон Трирову личност и развој.
У интервјуу за Die Zeit 2005. године, фон Трир је рекао: „Не знам да ли сам заиста толико католик. Вероватно нисам. Данска је веома протестантска земља. Можда сам постао католик само да бих разбеснео неколико мојих сународника.“
2009. је рекао: „Ја сам веома лош католик. У ствари, постајем све више и више атеиста.“

#### Ментално здравље
Фон Трир пати од разних страхова и фобија, укључујући интензиван страх од летења. Овај страх често поставља озбиљна ограничења за њега и његову екипу, због чега је неопходно да се скоро сви његови филмови снимају у Данској или Шведској. Као што је шаљиво рекао у једном интервјуу, „У суштини, плашим се свега у животу, осим снимања филмова.“
У бројним приликама, Фон Трир је такође изјавио да пати од повремене депресије која га чини неспособним да ради свој посао и неспособним да испуњава друштвене обавезе.
Осим тога оболео је од Паркинсонове болести.

## Естетика, теме и стил рада

### Утицаји
Фон Трир је под великим утицајем дела Карла Теодора Драјера и филма Ноћни портир. Био је толико инспирисан кратким филмом Савршени човек, редитеља Јоргена Лета, да је изазвао Лета да понови кратки филм пет пута у играном филму Пет препрека.

### Писање
На Фон Триров стил писања је у великој мери утицао његов рад са глумцима на сету, као и манифест Догме 95 који је био коаутор. У интервјуу за Creative Screenwriting, фон Трир је описао свој процес као „писање скице и одржавање једноставне приче... онда је део рада на сценарију са глумцима.“
Размишљајући о приповедању у свом делу, фон Трир је рекао: „Све приче су о реалисти који долази у сукоб са животом. Нисам луд за стварним животом, а стварни живот није луд за мном.” Даље је описао свој процес као поделу различитих делова своје личности на различите ликове.
Фон Трир је навео данског редитеља Карла Драјера као утицај на писање, указујући на Драјеров метод да препише своје сценарије, а затим да значајно смањи дужину.

### Технике снимања
Фон Трир је рекао да „филм треба да буде као камен у твојој ципели“. Да би створио оригиналну уметност, он сматра да се филмски ствараоци морају стилски разликовати од других филмова, често постављањем ограничења на процес снимања филма. Најпознатије такво ограничење је филмски "завет чедности" покрета Догме 95 са којим се повезује. У филму Плес у тами користио је скокове и драматично различите палете боја и технике камере за „стварни свет“ и музичке делове филма, а у Догвилу је све снимљено на звучној сцени без сета, где је зидови зграда у измишљеном граду били су означени линијама на поду.
Фон Трир често снима дигитално и сам управља камером, преферирајући да непрекидно снима глумце у лику без заустављања између снимака. У Догвилу је пустио глумце да сатима остану у лику, у стилу метод глуме. Ове технике често стављају велики притисак на глумце, а најпознатији је са Бјерк током снимања филма Плес у тами.
Фон Трир ће се касније вратити експлицитним сликама у Антихристу (2009), истражујући мрачније теме, али је наишао на проблеме када је покушао још једном са Нимфоманком, која је имала 90 минута искључења (смањивши га са пет и по на четири сати) за његово међународно издање 2013. како би био комерцијално одржив, при чему је требало скоро годину дана да се прикаже комплетан било где у нецензурисаном редитељском делу.
Трир такође већину својих дубоких идеја приписује идеји свог претходног ментора Томаса Богушевског. „Томасов геније је онај коме се никада не бих могао мерити“, каже фон Трир, „али би било штета не покушати.“

### Приступ глумцима
У скајп интервјуу за IndieWire, фон Трир је упоредио свој приступ глумцима са „како би кувар радио са кромпиром или комадом меса“, појашњавајући да се рад са глумцима разликује у сваком филму на основу услова продукције.
Фон Трир је повремено изазивао контроверзе својим третманом према својим водећим дамама. Он и Бјерк су се чувено посвађали током снимања филма Плес у тами, до тачке када би Бјерк данима бежала са снимања. О Триру, који је између осталог разбио монитор док је био поред ње, изјавила је: „...можете узети прилично сексистичке филмске режисере попут Вудија Алена или Стенлија Кјубрика, а ипак су они ти који својим филмовима дају душу. У случају Ларса фон Трира, то није тако и он то зна. Потребна му је жена која ће му обезбедити радну душу. И он им завиди и мрзи их због тога. Зато мора да их уништи током снимања. И сакрије доказе." Упркос томе, друге глумице као што су Кирстен Данст и Шарлот Гензбур су говориле у одбрану фон Трировог приступа. Звезда филма Нимфоманка Стејси Мартин изјавила је да је никада није терао да ради било шта што је било ван њене зоне комфора. Рекла је: „Не мислим да је женомрзац. Чињеница да он понекад приказује жене као проблематичне или опасне или мрачне или чак зле; то га не чини аутоматски антифеминистом. То је веома застарео аргумент. Мислим да је Ларс воли жене.“
Никол Кидман, која је глумила у фон Трировом Догвилу, рекла је у интервјуу за ABC Radio National: „Мислим да сам три пута покушала да напустим филм јер је рекао: 'Желим да те завежем и бичујем и неће бити лепо.' Мислила сам, као, како то мислиш? Прешла сам цео овај пут да вежбам са тобом, да радим са тобом, а сада ми говориш да хоћеш да ме вежеш и бичујеш? Али то је Ларс, и Ларс скида одећу и стоји тамо гол и каже: 'О, обуци се назад, Ларс, молим те, хајде да снимимо филм.' Али он је веома, веома сиров и скоро је као дете у томе што ће рећи и урадити. И морали бисмо да вечерамо свако вече и већину времена би то завршило са мном у сузама јер би Ларс седео поред мене и пио ракију од брескве и напио се и био увредљив и ја бих отишла и... у сваком случају, онда бисмо отишли на посао следећег јутра. Али кажем ово смејући се... Нисам урадила [Догвил] наставак али ја сам и даље веома добар пријатељ са њим, што је чудно, јер се дивим његовој искрености и видим га као уметника, и кажем, мој Боже, сада је тако тежак живот и имати јединствен глас, а он сигурно има, и није се приклонио ниједном од мејнстрим приступа снимању филмова или новцу, и ја се томе дивим."

## Контраверза
У октобру 2017, Бјерк је на својој Фејсбук страници објавила да ју је сексуално узнемиравао „дански режисер са којим је радила“. Лос Анђелес Тајмс је пронашао доказе који га идентификују као Ларса фон Трира. Фон Трир је одбацио Бјоркину тврдњу да ју је сексуално узнемиравао током снимања филма Плес у тами, и рекла данском дневнику Јиландс-Постен: "То није био случај. Али да дефинитивно нисмо били пријатељи, то је чињеница". У свом онлајн издању, Петер Албаек Јенсен, продуцент Плеса у тами, рекао је за Јиландс-Постен да „Колико се сећам, ми [Ларс фон Трир и ја] смо били жртве. Та жена је била јача од Ларса фон Трира и мене и наше компаније. Све је диктирала и спремала се да затвори филм од 100 милиона круна [16 милиона долара].“ Након фон Трирове изјаве, Бјерк је објаснила детаље о овом инциденту, док је њен менаџер Дерек Биркет такође осудио фон Трирове наводне претходне радње.
Гардијан је касније открио да је Јенсенов студио, Зентропа, са којим је фон Трир често сарађивао, имао ендемску културу сексуалног узнемиравања. Јенсен је поднео оставку на место генералног директора Зентропе када су 2017. изашле на видело даље оптужбе о узнемиравању.

## Филмографија
- Баштован орхидеја (1977)
- Менте (1979)
- Ноктурно (1980)
- Последњи детаљ (1981)
- Слике ослобођења (1982)
- Елемент злочина (1984)
- Епидемик (1987)
- Медеја (1988)
- Краљевство (1994)
- Преко таласа (1996)
- Краљевство II (1997)
- Идиоти (1998)
- Д-даг (2000)
- Плес у тами (2000)
- Догвил (2003)
- Пет препрека (2003)
- Мандерлеј (2005)
- Шеф свега (2006)
- Вашингтон
- Сваком свој биоскоп (2007)
- Антихрист (2009)
- Димензија (2010)
- Меланхолија (2011)
- Нимфоманка 1
- Нимфоманка 2
- Кућа коју је саградио Џек (2018)